# Comté d'Orange (Texas)
Pour les articles homonymes, voir Comté d'Orange.
Le comté d'Orange, en anglais : Orange County, est un comté situé dans l'extrême est de l'État du Texas aux États-Unis, sur la frontière avec la Louisiane. Le siège du comté est Orange. Selon le recensement des États-Unis de 2020, sa population est de 84 808 habitants.
Le comté a une superficie de 983 km2, dont 923 km2 en surfaces terrestres.

## Comtés adjacents
| Comté de Hardin    | Comté de Jasper, Comté de Newton |                       |
| Comté de Jefferson | comté d'Orange                   | Paroisse de Calcasieu |
|                    |                                  | Paroisse de Cameron   |